# Спыхальский, Мариан
Мариа́н Спыхальский (пол. Marian Spychalski, подпольный псевдоним — Марек; 6 декабря 1906, Лодзь, Петроковская губерния — 7 июня 1980, Варшава) — польский военный и государственный деятель, маршал Польши.

## Довоенный период
Родился в Лодзи, бывшей тогда уездным городом в Петроковской губернии Российской империи, в многодетной семье рабочего лодзинской фабрики Юзефа Спыхальского, являвшегося членом партии ППС — революционная фракция, и Францишки Лешкевич.
С 1929 года член Союза независимой социалистической молодёжи «Жизнь». В 1931 году окончил Варшавский политехнический институт и в том же году вступил в Коммунистическую партию Польши. Много работал архитектором в Варшаве и в Познани, по его проектам построены здания нескольких школ и гимназий, здание военного суда в Варшаве, церковь на одном из варшавских кладбищ. В 1937 году получил Гран-При на международной выставке в Париже. С 1935 года — генеральный директор Департамента общественных зданий Варшавы.

## Вторая мировая война
После оккупации нацистской Германией территории Польши активно включился в Движение Сопротивления в составе коммунистического крыла. Будучи давним и близким соратником Владислава Гомулки, стал одним из крупных подпольных коммунистических руководителей в Варшаве. В 1942 году — один из создателей Гвардии Людовой, в январе 1944 года переформированной в Армию Людову. С января по сентябрь 1942 года был первым военным руководителем Гвардии Людовой. С января 1944 года — заместитель начальника Главного штаба Армии Людовой, начальник управления информации в Главном штабе.
В июле 1944 года вышел на территорию, освобождённую Красной Армией и назначен начальником Главного штаба Войска Польского. Однако поскольку Спыхальский не имел военного образования и опыта боевых действий, он не мог принести значительной пользы на этом посту, когда основной задачей Войска Польского стали не партизанские операции, а широкомасштабные боевые действия по освобождению страны. В сентябре 1944 года перемещён на пост мэра Варшавы (фактически до января 1945 года его полномочия распространялись только на освобождённую советскими войсками правобережную часть города — Прагу).

## Первое послевоенное время и арест
Первый послевоенный президент Варшавы.
С 1945 года — член Центрального Комитета и член Политбюро ЦК Польской рабочей партии, а также заместитель Министра обороны Польши по политической работе. В 1948 году при создании Польской объединённой рабочей партии избран членом её Центрального Комитета и членом Политбюро.
Стал одной из жертв борьбы за лидерство в Польше между Владиславом Гомулкой и Болеславом Берутом, окончившейся победой последнего. Сначала в апреле 1949 года перемещён на менее значимый пост Министра восстановления и строительства Польши. Уже в ноябре того же года на Пленуме ЦК ПОРП обвинён в националистическом уклоне, неподчинении линии партии, выведен из Политбюро и отправлен на работу архитектором в городское управление Вроцлава.
В мае 1950 года арестован, вскоре арестовали и Владислава Гомулку. В заключении подвергался пыткам на допросах у генерала Ромковского, признал себя виновным во многих преступлениях (шпионаж в пользу Англии, национализм, правый уклон). Однако вскоре после смерти И. В. Сталина, ареста Л. П. Берии и негласного осуждения практики репрессий в СССР, Б. Берут отказался от идеи судебного процесса над Гомулкой, Спыхальским и другими арестованными по их делу. В то же время он не мог их освободить из заключения без ущерба для своего авторитета, поскольку его личная роль в их аресте была хорошо известна. Спыхальский продолжал оставаться в заключении без суда, хотя допросы и пытки были прекращены, а условия содержания улучшились.

## Реабилитация и работа на высших постах

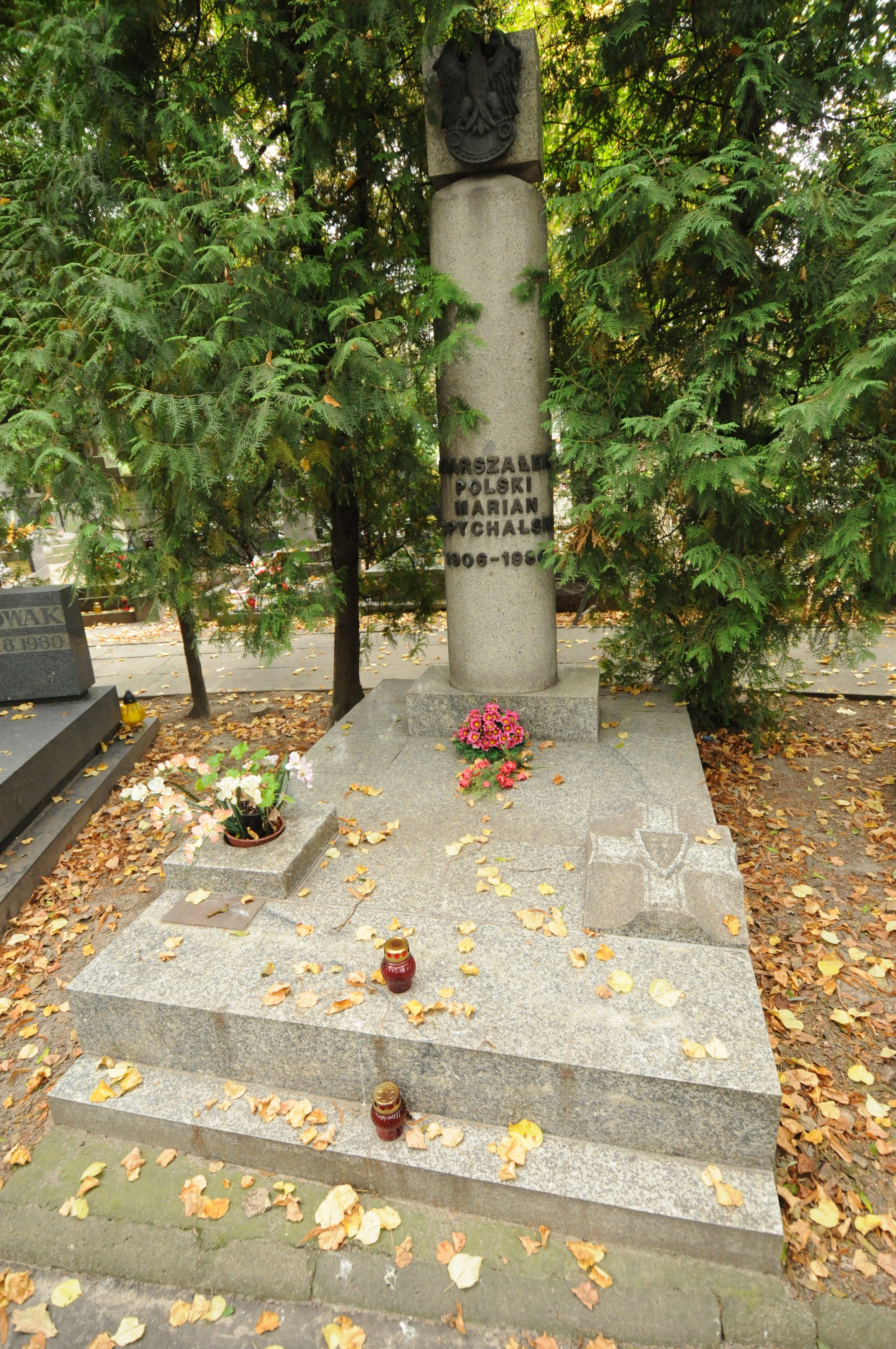
Могила Мариана Спыхальского

Через несколько дней после смерти Б. Берута в марте 1956 года Спыхальский был освобождён и полностью реабилитирован, а также восстановлен в воинском звании. В октябре того же года его старый друг Владислав Гомулка пришёл к власти и стал первым секретарём ЦК ПОРП. Спыхальский немедленно был введён в состав ЦК ПОРП и в Политбюро ЦК ПОРП, назначен заместителем Министра обороны Польши — начальником Главного политического управления Войска Польского. Через месяц, в ноябре 1956 года по категорическому требованию Гомулки из Польши был отозван министр — маршал Польши и Маршал Советского Союза К. К. Рокоссовский, и Спыхальский был назначен на пост Министра обороны.
7 октября 1963 года он был произведен в маршалы Польши (последний, кому было присвоено это звание).
Во время Польского политического кризиса 1968 года Спыхальский в апреле 1968 года был освобожден с поста министра и назначен Председателем Государственного Совета Польши (высший исполнительный пост в государстве). В 1970 году Гомулка был отстранён от власти и уже в декабре М. Спыхальский освобождён с поста председателя Государственного Совета, выведен из Политбюро ЦК ПОРП, а в 1971 году и из состава ЦК.
Будучи отправленным на пенсию, состоял в руководстве некоторых общественных организаций, приглашался на торжественные мероприятия. Скончался 7 июня 1980 года в Варшаве. Похоронен с высшими государственными почестями на кладбище Воинское Повонзки.
Родной брат Юзеф Спыхальский до 1939 года служил офицером в Войске Польском, покинул страну после оккупации Германией в 1939 году. В 1942 году заброшен в Польшу из Лондона и принял активное участие в деятельности Армии крайовой. При попытке ареста агентами гестапо оказал сопротивление и погиб в перестрелке.

## Награды

### Награды Польши
- Командор со Звездой ордена Возрождения Польши
- Орден Строителей Народной Польши (1961)
- Кавалер ордена «За воинскую доблесть» («Virtuti Militari»)
- Орден «Знамя Труда» I класса
- Орден «Крест Грюнвальда» III класса
- Партизанский крест (1946)
- Медаль «За Варшаву 1939—1945»
- Медаль «За Одру, Ниссу, Балтик»
- Медаль «Победы и Свободы»
- Медаль «За участие в боях за Берлин»
- Медаль «Вооружённые силы на службе Родине» трёх степеней
- Медаль «10-летие Народной Польши»
- Медаль «За заслуги при защите страны»

### Иностранные награды
- Орден Ленина (СССР, 1968)
- Великий Крест ордена Короны (Бельгия)
- Большой Крест ордена Белой розы Финляндии
- Орден Югославского флага (Югославия)
- Медаль «За победу над Германией в Великой Отечественной войне 1941—1945 гг.» (СССР)
- Юбилейная медаль «Двадцать лет Победы в Великой Отечественной войне 1941—1945 гг.» (СССР)
- Юбилейная медаль «Тридцать лет Победы в Великой Отечественной войне 1941—1945 гг.» (СССР)
- Юбилейная медаль «50 лет Вооружённых Сил СССР» (СССР)
- Медали иных государств

## Воинские звания
- Генерал бригады (февраль 1945)
- Генерал дивизии (июнь 1945)
- Генерал брони (1957)
- Маршал Польши (7 октября 1963 года, минуя звание генерала армии)

## Киновоплощение
- 1953 — «Солдат Победы». В роли Мариана Спыхальского — Мариан Выржиковский

## Сочинения
- Спыхальский М. О польско-советском боевом содружестве. // Военно-исторический журнал. — 1960. — № 1. — С.29-50.